# V838 Herculis
V838 Herculis eller Nova Herculis 1991 var en nova i stjärnbilden Herkules. Novan upptäcktes den 24 mars 1991 oberoende av varandra av M. Sugano (fotografisk upptäckt) och George Alcock (visuell upptäckt).<discovery/> V 838 Herculis nådde magnitud 5,3 i maximum och avklingade sedan snabbt.